# Erasinus gracilis
Erasinus gracilis là một loài nhện trong họ Salticidae.
Loài này thuộc chi Erasinus. Erasinus gracilis được Elizabeth Maria Gifford Peckham & George William Peckham miêu tả năm 1907.